# Katie O'Brien
Katie O'Brien (Beverley, 2 maggio 1986) è un'ex tennista britannica.

## Carriera
Nel corso della sua carriera ha vinto 4 titoli ITF di singolare e 2 di doppio. Nei tornei del Grande Slam ha ottenuto il suo miglior risultato raggiungendo il secondo turno nel singolare all'Australian Open nel 2010 e al Torneo di Wimbledon nel 2007.

## Statistiche

### Risultati in progressione
| Sigla | Risultato               |
| ----- | ----------------------- |
| V     | Vincitore               |
| F     | Finalista               |
| SF    | Semifinalista           |
| O     | Oro olimpico            |
| A     | Argento olimpico        |
| SF    | Bronzo olimpico         |
| QF    | Quarti di Finale        |
| 4T    | Quarto turno            |
| 3T    | Terzo turno             |
| 2T    | Secondo turno           |
| 1T    | Primo turno             |
| RR    | Round Robin             |
| LQ    | Turno di qualificazione |
| A     | Assente                 |
| ND    | Non disputato           |

| Legenda superfici    |
| -------------------- |
| Cemento              |
| Terra battuta        |
| Erba                 |
| Superficie variabile |

#### Singolare
| Torneo              | 2004 | 2005 | 2006 | 2007 | 2008 | 2009 | 2010 | 2011 | V-S |
| ------------------- | ---- | ---- | ---- | ---- | ---- | ---- | ---- | ---- | --- |
| Australian Open     | A    | A    | A    | Q2   | Q3   | 1T   | 2T   | Q1   | 1–2 |
| Open di Francia     | A    | A    | A    | Q1   | Q2   | 1T   | 1T   | A    | 0–2 |
| Wimbledon           | 1T   | 1T   | 1T   | 2T   | 1T   | 1T   | 1T   | 1T   | 1–8 |
| US Open             | A    | A    | Q1   | Q1   | Q2   | Q2   | Q3   | A    | 0–0 |
| Ranking a fine anno | 401  | 263  | 193  | 134  | 154  | 88   | 180  | 257  | N/A |

#### Doppio
| Torneo              | 2005 | 2006 | 2007 | 2008 | 2009 | 2010 | 2011 | V-S |
| ------------------- | ---- | ---- | ---- | ---- | ---- | ---- | ---- | --- |
| Australian Open     | A    | A    | A    | A    | A    | A    | A    | 0–0 |
| Open di Francia     | A    | A    | A    | A    | A    | A    | A    | 0–0 |
| Wimbledon           | 1T   | 1T   | A    | 1T   | 1T   | 1T   | Q1   | 0–5 |
| US Open             | A    | A    | A    | A    | A    | A    | A    | 0–0 |
| Ranking a fine anno | 358  | 181  | 191  | 353  | 376  | 311  | 530  | N/A |

#### Doppio misto
| Torneo          | 2007 | 2008 | 2009 | V-S |
| --------------- | ---- | ---- | ---- | --- |
| Australian Open | A    | A    | A    | 0–0 |
| Open di Francia | A    | A    | A    | 0–0 |
| Wimbledon       | 1T   | 2T   | 2T   | 2–3 |
| US Open         | A    | A    | A    | 0–0 |